# Storm Uru
Storm Uru (Invercargill, 14 de febrero de 1985) es un deportista neozelandés que compitió en remo. Su hermano Jade compitió en el mismo deporte.
Participó en dos Juegos Olímpicos de Verano, obteniendo una medalla de bronce en Londres 2012, en la prueba de doble scull ligero, y el séptimo lugar en Pekín 2008, en la misma prueba.
Ganó tres medallas en el Campeonato Mundial de Remo entre los años 2009 y 2011. Además, compitiendo con el equipo de la Universidad de Oxford, ganó la Regata Oxford-Cambridge en 2014.
Estudió el grado en Negocios internacionales en la Universidad Massey e hizo un máster en Finanzas en la Universidad de Oxford.

## Palmarés internacional
| Juegos Olímpicos   | Juegos Olímpicos          | Juegos Olímpicos  | Juegos Olímpicos   |
| Año                | Lugar                     | Medalla           | Prueba             |
| ------------------ | ------------------------- | ----------------- | ------------------ |
| 2012               | Londres (Reino Unido)     | Medalla de bronce | Doble scull ligero |
| Campeonato Mundial |                           |                   |                    |
| Año                | Lugar                     | Medalla           | Prueba             |
| 2009               | Poznań (Polonia)          | Medalla de oro    | Doble scull ligero |
| 2010               | Cambridge (Nueva Zelanda) | Medalla de bronce | Doble scull ligero |
| 2011               | Bled (Eslovenia)          | Medalla de plata  | Doble scull ligero |